# Сокол, Евгений Иванович
Евгений Иванович Сокол (родился 14 февраля 1952, посёлок Кочеток, Харьковская область) — украинский учёный, ректор Национального технического университета «Харьковский политехнический институт», член-корреспондент Национальной академии наук Украины (2012), лауреат премии им. С. А. Лебедева НАН Украины, профессор, доктор технических наук, заведующий кафедрой промышленной и биомедицинской электроники.

## Биография
Евгений Иванович Сокол родился 14 февраля 1952, в посёлке Кочеток Чугуевского района Харьковской области, в семье служащего. В 1969 году окончил с отличием среднюю школу и поступил в Харьковский политехнический институт им. В. И. Ленина на электромашиностроительный факультет по специальности «Промышленная электроника». В 1975 году окончил с отличием Харьковский политехнический институт.

## Профессиональная деятельность
1975 — был принят на работу, на должность ассистента кафедры промышленной электроники. Поступил в аспирантуру ХПИ на дневную форму обучения, научный руководитель — Виктор Тимофеевич Долбня.
1979 — защитил кандидатскую диссертацию на тему «Разработка и исследование автономных инверторов с улучшенными динамическими характеристиками» по специальности 05.09.12 — «Электрические и полупроводниковые преобразователи».
1980 — был назначен на должность старшего преподавателя кафедры промышленной электроники.
1984 — начинает работать заместителем декана вечернего факультета при Харьковском тракторном заводе.
1985 — становится деканом заочного факультета ХПИ, получает звание доцента кафедры промышленной электроники.
1986 — начинает выполнять обязанности заведующего кафедрой промышленной электроники.
1989 — избран заведующим кафедрой промышленной электроники (по настоящее время).
1994 — завершает работу в качестве декана заочного факультета, защитил докторскую диссертацию на тему «Микропроцессорное управление полупроводниковыми преобразователями электрической энергии по вычисляемым прогнозам».
1998 — получает звание профессора.
2000 — становится проректором по учебной работе ХПИ.
2015 — избран ректором Национального технического университета «Харьковский политехнический институт».

## Общественная деятельность
Профессор Сокол проводит значительную общественную научную деятельность:
- член международного редакционного совета научного журнала: «Техническая электродинамика» (Институт электродинамики НАН Украины)[4];
- ответственный редактор сборника научных трудов "Вестник Национального технического университета «ХПИ», тематическая серия «Новые решения в современных технологиях»[5];
- заместитель председателя международной научной конференции «Силовая электроника и энергоэффективность» с 1993 года, основателем которой является Институт электродинамики НАН Украины и НТУ «ХПИ»[6];
- член многих программных и организационных комитетов научно-технических национальных и международных конференций и семинаров.

## Звания и награды
Евгений Иванович Сокол является лауреатом ВДНХ СССР (1985, 1991) и Всероссийского выставочного центра (1995).
Получил в 1992 году знак «Изобретатель СССР».
Лауреат премии им. С. А. Лебедева НАН Украины (2001).
Награждён почетной грамотой Кабинета министров Украины за весомый личный вклад в развитие образования и науки (2002).
Победитель конкурса «Высокий потенциал» (2004) научного совета по комплексным проблемам энергетики НАНУ за разработку и внедрение преобразователей частоты для синхронно-асинхронного привода.
Победитель всеукраинского конкурса «Лидер топливно-энергетического комплекса» по номинации «Научно-техническая разработка» в 2005 году за серию трудов, посвященных разработке и внедрению средств улучшения качества электрической энергии.
В 2012 году был избран членом-корреспондентом Национальной академии наук Украины.

## Научная деятельность
Е. И. Сокол является автором свыше 300 научных трудов, в том числе 5 монографий, имеет 30 авторских свидетельств и патентов на изобретения. Подготовил 2 докторов и 15 кандидатов наук.
В научных работах проф. Е. И. Сокола нашли своё отражение достижения различных аспектов разработки силовых схем полупроводниковых преобразователей электрической энергии, методов анализа и синтеза алгоритмов управления микропроцессорной техники, особенностям работы этих систем в разнообразных направлениях использования.
Лично им разработаны:
- методы анализа и синтеза алгоритмов микропроцессорного управления с отображением на комплексную плоскость;
- прямое прогнозное микропроцессорное управление в реальном масштабе времени устройствами силовой электроники с разными типами нагрузки;
- новый метод и алгоритм функциональной диагностики и локализации неисправностей силовой схемы и нагрузки с глубиной до одного элемента в полупроводниковых преобразователях частоты;
- интервально-кодовый метод для моделирования преобразователей электрической энергии и систем управления ими.

Весомым научным вкладом проф. Е. И. Сокола является разработка единых фундаментальных подходов к синтезу алгоритмов прогнозного прямого микропроцессорного управления разными типами устройств преобразовательной техники, работающими в реальном масштабе времени, со статическими и динамическими нагрузками.
Евгений Иванович Сокол осуществляет научное руководство хоздоговорными и госбюджетными научно-исследовательскими работами по постановлениям ГКНТ Украины, МОН Украины, НАН Украины. Результаты исследований нашли внедрение на предприятиях Украины и за её пределами: НПО «ХЭМЗ» (г. Харьков), Таллинский электротехнический завод, УНК (г. Протвино, Россия), НПП «ЭОС» (г. Харьков), «Львовводоканал» и другие.
Е. И. Сокол является председателем специализированного учёного совета Д 64.050.04 по защите докторских диссертаций по специальностям 05.09.12 ― «Полупроводниковые преобразователи электроэнергии» и 05.09.03 ― «Электротехнические комплексы и системы» принимает активное участие в системе подготовке кадров высшей квалификации.